# 当初から町制を施行している町の一覧
当初から町制を施行している町の一覧（とうしょからちょうせいをせこうしているまちのいちらん）は、町制施行時から町制を敷いている町の一覧である。
本土については1889年または1890年から、北海道は1･2級町村制、島嶼については島嶼町村制が施行された年を記載している。
合併により名称が変わった町も含む。町役場の位置は考慮していない。

## 北海道
檜山地方 1町
- 檜山郡江差町 1900年7月1日 1級町制

渡島地方 1町
- 松前郡福山町 1900年7月1日 1級町制 → 松前郡松前町

後志地方 4町
- 余市郡余市町 1900年7月1日 1級町制
- 岩内郡岩内町 1900年7月1日 1級町制
- 寿都郡寿都町 1900年7月1日 1級町制
- 古平郡古平町 1902年4月1日 2級町制

留萌地方 1町
- 増毛郡増毛町 1900年7月1日 1級町制

日高地方 1町
- 浦河郡浦河町 1902年4月1日 2級町制

釧路地方 1町
- 厚岸郡厚岸町 1900年7月1日 1級町制

## 東北地方
青森県 2町
- 三戸郡三戸町
- 西津軽郡鰺ヶ沢町

岩手県 5町
- 北岩手郡沼宮内町 → 岩手郡沼宮内町 → 岩手郡岩手町
- 紫波郡日詰町 → 紫波郡紫波町
- 東閉伊郡山田町 → 下閉伊郡山田町
- 南閉伊郡大槌町 → 上閉伊郡大槌町
- 二戸郡一戸町

宮城県 5町
- 亘理郡亘理町
- 黒川郡吉岡町 → 黒川郡大和町
- 柴田郡大河原町
- 遠田郡涌谷町
- 加美郡中新田町 → 加美郡加美町

福島県 6町
- 伊達郡桑折町
- 伊達郡川俣町
- 田村郡三春町
- 東白川郡棚倉町
- 耶麻郡猪苗代町
- 河沼郡坂下町 → 河沼郡会津坂下町

## 関東地方
茨城県 3町
- 猿島郡境町
- 北相馬郡布川町 → 北相馬郡利根町
- 東茨城郡磯浜町 → 東茨城郡大洗町

栃木県 3町
- 那須郡芦野町 → 那須郡那須町
- 芳賀郡茂木町
- 下都賀郡壬生町

群馬県 6町
- 吾妻郡長野原町
- 吾妻郡原町 → 吾妻郡吾妻町 → 吾妻郡東吾妻町
- 吾妻郡中之条町
- 北甘楽郡下仁田町 → 甘楽郡下仁田町
- 北甘楽郡福島町 → 甘楽郡福島町 → 甘楽郡甘楽町・富岡市
- 那波郡玉村町 → 佐波郡玉村町

埼玉県 5町
- 北葛飾郡杉戸町
- 入間郡越生町
- 比企郡小川町
- 榛沢郡寄居町 → 大里郡寄居町
- 秩父郡小鹿野町

千葉県 2町
- 印旛郡酒々井町
- 夷隅郡大多喜町

神奈川県 2町
- 淘綾郡大磯町 → 中郡大磯町
- 足柄下郡箱根駅 → 足柄下郡箱根町

## 中部地方
新潟県 3町
- 東蒲原郡津川町 → 東蒲原郡阿賀町
- 三島郡出雲崎町
- 三島郡尼瀬町 → 三島郡出雲崎町

富山県 5町
- 上新川郡五百石町 → 中新川郡五百石町 → 中新川郡雄山町 → 中新川郡立山町
- 上新川郡上市町 → 中新川郡上市町
- 下新川郡入善町
- 下新川郡舟見町 → 下新川郡入善町
- 下新川郡泊町 → 下新川郡朝日町

石川県 3町
- 鳳至郡宇出津町 → 鳳至郡能都町 → 鳳珠郡能登町
- 羽咋郡高浜町 → 羽咋郡志賀町
- 河北郡津幡町

長野県 2町
- 小県郡長久保新町 → 小県郡長門町 → 小県郡長和町
- 小県郡長窪古町 → 小県郡長門町 → 小県郡長和町

岐阜県 7町
- 加茂郡八百津町
- 可児郡御嵩町
- 本巣郡北方町
- 大野郡揖斐町 → 揖斐郡揖斐町 → 揖斐郡揖斐川町
- 不破郡垂井町
- 多芸郡高田町 → 養老郡高田町 → 養老郡養老町
- 羽栗郡笠松町 → 羽島郡笠松町

静岡県 1町
- 周智郡森町

愛知県 1町
- 海東郡蟹江町 → 海部郡蟹江町

## 近畿地方
三重県 1町
- 度会郡田丸町 → 度会郡玉城町

滋賀県 1町
- 蒲生郡日野町

京都府 1町
- 与謝郡加悦町 → 与謝郡与謝野町

奈良県 2町
- 吉野郡上市町 → 吉野郡吉野町
- 十市郡田原本町 → 磯城郡田原本町

## 中国地方
島根県 2町
- 鹿足郡津和野町
- 周吉郡西郷町 1904年4月1日 町制施行 → 隠岐郡西郷町 → 隠岐郡隠岐の島町

広島県 1町
- 安芸郡海田市町 → 安芸郡海田町

## 四国地方
香川県 2町
- 多度郡多度津町 → 仲多度郡多度津町
- 那珂郡琴平町 → 仲多度郡琴平町

愛媛県 1町
- 喜多郡内子町

## 九州地方
佐賀県 1町
- 西松浦郡有田町

熊本県 10町
- 阿蘇郡高森町
- 合志郡大津町 → 菊池郡大津町
- 玉名郡南関町
- 玉名郡長洲町
- 上益城郡御船町
- 上益城郡甲佐町
- 上益城郡木山町 → 上益城郡益城町
- 阿蘇郡馬見原町 → 阿蘇郡蘇陽町 → 上益城郡山都町
- 八代郡宮原町 → 八代郡氷川町
- 天草郡富岡町 → 天草郡苓北町

大分県 1町
- 速見郡日出町

## 現在は存在しない町

### 北海道
石狩地方
- 石狩郡石狩町 1902年4月1日 2級町制 → 石狩市

上川地方
- 上川郡旭川町 1902年4月1日 1級町制 → 旭川区 → 旭川市

オホーツク地方
- 網走郡網走町 1902年4月1日 2級町制 → 網走市

胆振地方
- 室蘭郡室蘭町 1900年7月1日 1級町制 → 室蘭区 → 室蘭市

十勝地方
- 河西郡帯広町 1902年4月1日 2級町制 → 帯広市

釧路地方
- 釧路郡釧路町 1900年7月1日 1級町制 → 釧路区 → 釧路市

根室地方
- 根室郡根室町 1900年7月1日 1級町制 → 根室市

### 東北地方
青森県
- 三戸郡八戸町 → 八戸市
- 東津軽郡青森町 → 青森市
- 南津軽郡黒石町 → 黒石市

岩手県
- 南九戸郡久慈町 → 九戸郡久慈町 → 久慈市
- 二戸郡福岡町 → 二戸市
- 西閉伊郡遠野町 → 上閉伊郡遠野町 → 遠野市
- 南閉伊郡釜石町 → 上閉伊郡釜石町 → 釜石市
- 東閉伊郡宮古町 → 下閉伊郡宮古町 → 宮古市
- 東閉伊郡鍬ヶ崎町 → 下閉伊郡鍬ヶ崎町 → 下閉伊郡宮古町 → 宮古市
- 東和賀郡黒沢尻町 → 和賀郡黒沢尻町 → 北上市
- 気仙郡盛町 → 大船渡市
- 気仙郡高田町 → 陸前高田市
- 稗貫郡花巻町 → 花巻市
- 稗貫郡花巻川口町 → 稗貫郡花巻町 → 花巻市
- 稗貫郡大迫町 → 花巻市
- 江刺郡岩谷堂町 → 江刺郡江刺町 → 江刺市 → 奥州市
- 胆沢郡水沢町 → 水沢市 → 奥州市
- 胆沢郡前沢町 → 奥州市
- 西磐井郡一関町 → 一関市

秋田県
- 鹿角郡花輪町 → 鹿角市
- 鹿角郡毛馬内町 → 鹿角郡十和田町 → 鹿角市
- 仙北郡角館町 → 仙北市
- 山本郡能代港町 → 能代市
- 山本郡檜山町 → 能代市
- 北秋田郡大館町 → 大館市
- 北秋田郡十二所町 → 大館市
- 南秋田郡土崎港町 → 秋田市
- 平鹿郡横手町 → 横手市
- 雄勝郡湯沢町 → 湯沢市
- 雄勝郡岩崎町 → 湯沢市
- 由利郡本荘町 → 本荘市 → 由利本荘市
- 由利郡亀田町 → 由利郡岩城町 → 由利本荘市
- 由利郡矢島町 → 由利本荘市

宮城県
- 本吉郡気仙沼町 → 気仙沼市
- 登米郡登米町 → 登米市
- 登米郡佐沼町 → 登米郡迫町 → 登米市
- 栗原郡岩ヶ崎町 → 栗原郡栗駒町 → 栗原市
- 栗原郡若柳町 → 栗原市
- 玉造郡岩出山町 → 大崎市
- 志田郡古川町 → 古川市 → 大崎市
- 牡鹿郡石巻町 → 石巻市
- 牡鹿郡渡波町 → 石巻市
- 宮城郡原町 → 仙台市 → 仙台市宮城野区・仙台市若林区
- 宮城郡塩竈町 → 塩竈市
- 名取郡岩沼町 → 岩沼市
- 刈田郡白石町 → 白石市
- 伊具郡角田町 → 角田市

山形県
- 最上郡新庄町 → 新庄市
- 飽海郡酒田町 → 酒田市
- 飽海郡松嶺町 → 飽海郡松山町 → 酒田市
- 西田川郡鶴岡町 → 鶴岡市
- 東村山郡天童町 → 天童市
- 南村山郡上山町 → 上山市
- 東置賜郡宮内町 → 南陽市
- 西置賜郡長井町 → 長井市

福島県
- 耶麻郡喜多方町 → 喜多方市
- 信夫郡福島町 → 福島市
- 信夫郡飯坂町 → 福島市
- 安達郡二本松町 → 二本松市
- 安達郡本宮町 → 本宮市
- 北会津郡若松町 → 若松市 → 会津若松市
- 岩瀬郡須賀川町 → 須賀川市
- 安積郡郡山町 → 郡山市
- 伊達郡梁川町 → 伊達市
- 伊達郡保原町 → 伊達市
- 宇多郡中村町 → 相馬郡中村町 → 相馬市
- 磐前郡平町 → 石城郡平町 → 平市 → いわき市
- 磐前郡小名浜町 → 石城郡小名浜町 → 磐城市 → いわき市
- 磐城郡四倉町 → 石城郡四倉町 → いわき市
- 西白河郡白河町 → 白河市

### 関東地方
茨城県
- 東茨城郡小川町 → 小美玉市
- 西茨城郡笠間町 → 笠間市
- 西茨城郡宍戸町 → 西茨城郡友部町 → 笠間市
- 那珂郡湊町 → 那珂郡那珂湊町 → 那珂湊市 → ひたちなか市
- 那珂郡平磯町 → 那珂湊市 → ひたちなか市
- 那珂郡大宮町 → 常陸大宮市
- 久慈郡太田町 → 常陸太田市
- 多賀郡河原子町 → 多賀郡多賀町 → 日立市
- 多賀郡豊浦町 → 日立市
- 多賀郡松原町 → 多賀郡高萩町 → 高萩市
- 多賀郡大津町 → 北茨城市
- 多賀郡平潟町 → 北茨城市
- 鹿島郡鉾田町 → 鉾田市
- 鹿島郡鹿島町 → 鹿嶋市
- 行方郡麻生町 → 行方市
- 行方郡玉造町 → 行方市
- 行方郡潮来町 → 潮来市
- 信太郡江戸崎町 → 稲敷郡江戸崎町 → 稲敷市
- 河内郡龍ケ崎町 → 稲敷郡龍ケ崎町 → 龍ケ崎市
- 新治郡土浦町 → 土浦市
- 新治郡真鍋町 → 土浦市
- 新治郡石岡町 → 石岡市
- 新治郡高浜町 → 新治郡石岡町 → 石岡市
- 新治郡柿岡町 → 新治郡八郷町 → 石岡市
- 筑波郡谷田部町 → つくば市
- 筑波郡筑波町 → つくば市
- 筑波郡北条町 → 筑波郡筑波町 → つくば市
- 真壁郡下館町 → 下館市 → 筑西市
- 真壁郡関本町 → 真壁郡関城町 → 筑西市
- 真壁郡下妻町 → 下妻市
- 真壁郡真壁町 → 桜川市
- 結城郡結城町 → 結城市
- 豊田郡水海道町 → 結城郡水海道町 → 水海道市 → 常総市
- 西葛飾郡古河町 → 猿島郡古河町 → 古河市
- 北相馬郡守谷町 → 守谷市
- 北相馬郡取手町 → 取手市
- 北相馬郡相馬町 → 北相馬郡藤代町 → 取手市

栃木県
- 河内郡宇都宮町 → 宇都宮市
- 上都賀郡鹿沼町 → 鹿沼市
- 上都賀郡日光町 → 日光市
- 上都賀郡今市町 → 今市市 → 日光市
- 上都賀郡足尾町 → 日光市
- 下都賀郡栃木町 → 栃木市
- 下都賀郡藤岡町 → 栃木市
- 下都賀郡小山町 → 小山市
- 芳賀郡真岡町 → 真岡市
- 芳賀郡久下田町 → 芳賀郡二宮町 → 真岡市
- 塩谷郡氏家町 → さくら市
- 那須郡大田原町 → 大田原市
- 那須郡佐久山町 → 大田原市
- 那須郡川西町 → 那須郡黒羽町 → 大田原市
- 那須郡黒羽町 → 大田原市
- 那須郡烏山町 → 那須烏山市
- 安蘇郡佐野町 → 佐野市
- 安蘇郡犬伏町 → 佐野市
- 安蘇郡堀米町 → 佐野市
- 安蘇郡田沼町 → 佐野市
- 安蘇郡葛生町 → 佐野市
- 足利郡足利町 → 足利市

群馬県
- 東群馬郡前橋町 → 前橋市
- 西群馬郡総社町 → 群馬郡総社町 → 前橋市
- 西群馬郡渋川町 → 群馬郡渋川町 → 北群馬郡渋川町 → 渋川市
- 西群馬郡伊香保町 → 群馬郡伊香保町 → 北群馬郡伊香保町 → 渋川市
- 西群馬郡高崎町 → 群馬郡高崎町 → 高崎市
- 西群馬郡倉賀野町 → 群馬郡倉賀野町 → 高崎市
- 西群馬郡金古町 → 群馬郡金古町 → 群馬郡群馬町 → 高崎市
- 多胡郡吉井町 → 多野郡吉井町 → 高崎市
- 緑野郡新町 → 多野郡新町 → 高崎市
- 緑野郡藤岡町 → 多野郡藤岡町 → 藤岡市
- 緑野郡鬼石町 → 多野郡鬼石町 → 藤岡市
- 北甘楽郡富岡町 → 甘楽郡富岡町 → 富岡市
- 北甘楽郡一ノ宮町 → 甘楽郡一ノ宮町 → 富岡市
- 北甘楽郡妙義町 → 甘楽郡妙義町 → 富岡市
- 碓氷郡安中町 → 安中市
- 碓氷郡原市町 → 碓氷郡安中町 → 安中市
- 碓氷郡板鼻町 → 碓氷郡安中町 → 安中市
- 碓氷郡松井田町 → 安中市
- 碓氷郡坂本町 → 碓氷郡松井田町 → 安中市
- 利根郡沼田町 → 沼田市
- 佐位郡伊勢崎町 → 佐波郡伊勢崎町 → 伊勢崎市
- 佐位郡境町 → 佐波郡境町 → 伊勢崎市
- 新田郡太田町 → 太田市
- 新田郡尾島町 → 太田市
- 新田郡木崎町 → 新田郡新田町 → 太田市
- 新田郡藪塚本町 → 太田市
- 山田郡桐生町 → 桐生市
- 山田郡大間々町 → みどり市
- 邑楽郡館林町 → 館林市

埼玉県
- 北足立郡浦和町 → 浦和市 → さいたま市 → さいたま市浦和区・さいたま市南区・さいたま市緑区
- 北足立郡与野町 → 与野市 → さいたま市 → さいたま市中央区
- 北足立郡大宮町 → 大宮市 → さいたま市 → さいたま市大宮区・さいたま市北区
- 北足立郡蕨町 → 蕨市
- 北足立郡川口町 → 川口市
- 北足立郡草加町 → 草加市
- 北足立郡鳩ヶ谷町 → 川口市 → 北足立郡鳩ヶ谷町 → 鳩ヶ谷市→ 川口市
- 北足立郡上尾町 → 上尾市
- 北足立郡原市町 → 北足立郡上尾町 → 上尾市
- 北足立郡桶川町 → 桶川市
- 北足立郡鴻巣町 → 鴻巣市
- 新座郡志木町 → 北足立郡志木町 → 北足立郡志紀町 → 北足立郡志木町 → 北足立郡足立町 → 志木市
- 新座郡大和田町 → 北足立郡大和田町 → 北足立郡新座町 → 新座市
- 入間郡川越町 → 川越市
- 入間郡所沢町 → 所沢市
- 入間郡豊岡町 → 入間郡武蔵町 → 入間市
- 高麗郡飯能町 → 入間郡飯能町 → 飯能市
- 比企郡松山町 → 東松山市
- 秩父郡大宮町 → 秩父郡秩父町 → 秩父市
- 児玉郡本庄町 → 本庄市
- 児玉郡児玉町 → 本庄市
- 大里郡熊谷町 → 熊谷市
- 榛沢郡深谷町 → 大里郡深谷町 → 深谷市
- 北葛飾郡幸手町 → 幸手市
- 北葛飾郡栗橋町 → 久喜市
- 南埼玉郡久喜町 → 久喜市
- 南埼玉郡菖蒲町 → 久喜市
- 南埼玉郡岩槻町 → 岩槻市 → さいたま市岩槻区
- 南埼玉郡粕壁町 → 南埼玉郡春日部町 → 春日部市
- 南埼玉郡越ヶ谷町 → 南埼玉郡越谷町 → 越谷市
- 南埼玉郡大沢町 → 南埼玉郡越谷町 → 越谷市
- 北埼玉郡忍町 → 行田市
- 北埼玉郡羽生町 → 羽生市
- 北埼玉郡加須町 → 加須市
- 北埼玉郡騎西町 → 加須市

千葉県
- 東葛飾郡船橋町 → 船橋市
- 東葛飾郡市川町 → 市川市
- 東葛飾郡八幡町 → 市川市
- 東葛飾郡行徳町 → 市川市
- 東葛飾郡松戸町 → 松戸市
- 東葛飾郡小金町 → 東葛市 → 松戸市
- 東葛飾郡野田町 → 野田市
- 東葛飾郡関宿町 → 野田市
- 東葛飾郡流山町 → 東葛飾郡江戸川町 → 東葛飾郡流山町 → 流山市
- 南相馬郡我孫子町 → 東葛飾郡我孫子町 → 我孫子市
- 南相馬郡布佐町 → 東葛飾郡布佐町 → 東葛飾郡我孫子町 → 我孫子市
- 印旛郡木下町 → 印旛郡印西町 → 印西市
- 印旛郡佐倉町 → 佐倉市
- 印旛郡臼井町 → 佐倉市
- 下埴生郡成田町 → 印旛郡成田町 → 成田市
- 香取郡滑河町 → 香取郡下総町 → 成田市
- 香取郡佐原町 → 佐原市 → 香取市
- 香取郡小見川町 → 香取市
- 海上郡銚子町 → 銚子市
- 海上郡本銚子町 → 銚子市
- 海上郡旭町 → 旭市
- 海上郡飯岡町 → 旭市
- 匝瑳郡福岡町 → 匝瑳郡八日市場町 → 八日市場市 → 匝瑳市
- 千葉郡千葉町 → 千葉市 → 千葉市中央区・千葉市稲毛区
- 山辺郡土気本郷町 → 山武郡土気本郷町 → 山武郡土気町 → 千葉市 → 千葉市緑区
- 山辺郡東金町 → 山武郡東金町 → 東金市
- 山辺郡大網町 → 山武郡大網町 → 山武郡大網白里町 → 大網白里市
- 武射郡成東町 → 山武郡成東町 → 山武市
- 長柄郡茂原町 → 長生郡茂原町 → 茂原市
- 長柄郡帆丘町 → 長生郡帆丘町 → 長生郡本納町 → 茂原市
- 夷隅郡旭町 → 夷隅郡長者町 → 夷隅郡岬町 → いすみ市
- 市原郡八幡町 → 市原郡市原町 → 市原市
- 望陀郡木更津町 → 君津郡木更津町 → 木更津市
- 望陀郡久留里町 → 君津郡久留里町 → 君津郡上総町 → 君津郡君津町 → 君津市
- 天羽郡佐貫町 → 君津郡佐貫町 → 君津郡大佐和町 → 君津郡富津町 → 富津市
- 天羽郡湊町 → 君津郡湊町 → 君津郡天羽町 → 君津郡富津町 → 富津市
- 安房郡館山町 → 安房郡館山北条町 → 館山市
- 安房郡北条町 → 安房郡館山北条町 → 館山市
- 長狭郡鴨川町 → 安房郡鴨川町 → 鴨川市
- 長狭郡天津町 → 安房郡天津町 → 安房郡天津小湊町 → 鴨川市

東京都
- 南足立郡千住町 → 東京市足立区 → 足立区
- 南葛飾郡新宿町 → 東京市葛飾区 → 葛飾区
- 荏原郡品川町 → 東京市品川区 → 品川区
- 北豊島郡巣鴨町 → 東京市豊島区 → 豊島区
- 北豊島郡岩淵町 → 東京市王子区 → 王子区 → 北区
- 北豊島郡南千住町 → 東京市荒川区 → 荒川区
- 北豊島郡板橋町 → 東京市板橋区 → 板橋区
- 南豊島郡内藤新宿町 → 豊多摩郡内藤新宿町 → 東京市四谷区 → 四谷区 → 新宿区
- 南豊島郡淀橋町 → 豊多摩郡淀橋町 → 東京市淀橋区 → 淀橋区 → 新宿区
- 北多摩郡調布町 → 調布市
- 北多摩郡田無町 → 田無市 → 西東京市
- 北多摩郡府中駅 → 北多摩郡府中町 → 府中市
- 南多摩郡日野宿 → 南多摩郡日野町 → 日野市
- 南多摩郡八王子町 → 八王子市
- 西多摩郡青梅町 → 青梅市
- 西多摩郡五日市町 → あきる野市

神奈川県
- 橘樹郡神奈川町 → 横浜市 → 横浜市神奈川区 → 横浜市神奈川区・横浜市中区 → 横浜市神奈川区・横浜市西区
- 橘樹郡保土ケ谷町 → 横浜市 → 横浜市保土ケ谷区
- 橘樹郡川崎町 → 川崎市 → 川崎市川崎区
- 鎌倉郡戸塚町 → 横浜市戸塚区
- 鎌倉郡藤沢大富町 → 高座郡藤沢大坂町 → 高座郡藤沢町 → 藤沢市
- 高座郡藤沢大坂町 → 高座郡藤沢町 → 藤沢市
- 三浦郡横須賀町 → 横須賀市
- 三浦郡浦賀町 → 横須賀市
- 三浦郡三崎町 → 三浦市
- 津久井郡小原町 → 津久井郡相模湖町 → 相模原市 → 相模原市緑区
- 津久井郡与瀬駅 → 津久井郡与瀬町 → 津久井郡相模湖町 → 相模原市 → 相模原市緑区
- 津久井郡吉野駅 → 津久井郡吉野町 → 津久井郡藤野町 → 相模原市 → 相模原市緑区
- 愛甲郡厚木町 → 厚木市
- 大住郡平塚町 → 中郡平塚町 → 平塚市
- 大住郡伊勢原町 → 中郡伊勢原町 → 伊勢原市
- 大住郡大山町 → 中郡大山町 → 中郡伊勢原町 → 伊勢原市
- 大住郡秦野町 → 中郡秦野町 → 秦野市
- 足柄下郡小田原町 → 小田原市

### 中部地方
新潟県
- 中頸城郡高田町 → 高田市 → 上越市
- 中頸城郡直江津町 → 直江津市 → 上越市
- 西頸城郡名立町 → 上越市
- 西頸城郡糸魚川町 → 糸魚川市
- 西頸城郡能生町 → 糸魚川市
- 中蒲原郡新津町 → 新津市 → 新潟市 → 新潟市秋葉区
- 中蒲原郡小須戸町 → 新潟市 → 新潟市秋葉区
- 中蒲原郡沼垂町 → 新潟市 → 新潟市中央区
- 中蒲原郡白根町 → 白根市 → 新潟市 → 新潟市南区
- 中蒲原郡亀田町 → 新潟市 → 新潟市江南区
- 中蒲原郡五泉町 → 五泉市
- 中蒲原郡村松町 → 五泉市
- 北蒲原郡新発田町 → 新発田市
- 北蒲原郡水原町 → 阿賀野市
- 北蒲原郡中条町 → 胎内市
- 西蒲原郡燕町 → 燕市
- 西蒲原郡地蔵堂町 → 西蒲原郡分水町 → 燕市
- 南蒲原郡三条町 → 三条市
- 南蒲原郡加茂町 → 加茂市
- 南蒲原郡見附町 → 見附市
- 南蒲原郡今町 → 見附市
- 三島郡与板町 → 長岡市
- 三島郡寺泊町 → 長岡市
- 古志郡長岡町 → 長岡市
- 古志郡長岡本町 → 古志郡長岡町 → 長岡市
- 古志郡新町 → 古志郡長岡町 → 長岡市
- 古志郡千手町 → 古志郡長岡町 → 長岡市
- 古志郡草生津町 → 古志郡長岡町 → 長岡市
- 古志郡橡尾町 → 古志郡栃尾町 → 栃尾市 → 長岡市
- 北魚沼郡小千谷町 → 小千谷市
- 刈羽郡柏崎町 → 柏崎市
- 刈羽郡椎谷町 → 刈羽郡高浜町 → 柏崎市
- 刈羽郡宮川町 → 刈羽郡高浜町 → 柏崎市
- 岩船郡岩船町 → 村上市
- 岩船郡瀬波町 → 村上市
- 岩船郡村上町 → 村上市
- 岩船郡村上本町 → 岩船郡村上町 → 村上市
- 雑太郡五十里町 → 佐渡郡五十里町 → 佐渡郡沢根町 → 佐渡郡佐和田町 → 佐渡市
- 雑太郡川原田町 → 佐渡郡川原田町 → 佐渡郡河原田町 → 佐渡郡佐和田町 → 佐渡市
- 雑太郡新町 → 佐渡郡新町 → 佐渡郡真野村 → 佐渡郡真野町 → 佐渡市
- 雑太郡相川町 → 佐渡郡相川町 → 佐渡市
- 羽茂郡小木町 → 佐渡郡小木町 → 佐渡市
- 賀茂郡湊町 → 佐渡郡湊町 → 佐渡郡両津町 → 両津市 → 佐渡市
- 賀茂郡夷町 → 佐渡郡夷町 → 佐渡郡両津町 → 両津市 → 佐渡市

富山県
- 婦負郡八尾町 → 富山市
- 婦負郡四方町 → 婦負郡和合町 → 富山市
- 上新川郡上滝町 → 上新川郡大山町 → 富山市
- 上新川郡新庄町 → 富山市
- 上新川郡東岩瀬町 → 富山市
- 上新川郡東水橋町 → 中新川郡東水橋町 → 中新川郡水橋町 → 富山市
- 上新川郡西水橋町 → 中新川郡西水橋町 → 中新川郡水橋町 → 富山市
- 上新川郡滑川町 → 中新川郡滑川町 → 滑川市
- 下新川郡魚津町 → 魚津市
- 下新川郡三日市町 → 下新川郡桜井町 → 黒部市
- 下新川郡生地町 → 黒部市
- 射水郡氷見町 → 氷見郡氷見町 → 氷見市
- 射水郡小杉町 → 射水市
- 射水郡大門町 → 射水市
- 射水郡新湊町 → 高岡市 → 射水郡新湊町 → 新湊市 → 射水市
- 射水郡伏木町 → 高岡市
- 礪波郡中田町 → 東礪波郡中田町 → 高岡市
- 礪波郡出町 → 東礪波郡出町 → 東礪波郡砺波町 → 砺波市
- 礪波郡城端町 → 東礪波郡城端町 → 南砺市
- 礪波郡井波町 → 東礪波郡井波町 → 南砺市
- 礪波郡福野町 → 東礪波郡福野町 → 南砺市
- 礪波郡福光町 → 西礪波郡福光町 → 南砺市
- 礪波郡石動町 → 西礪波郡石動町 → 小矢部市
- 礪波郡津沢町 → 西礪波郡津沢町 → 西礪波郡砺中町 → 小矢部市
- 礪波郡戸出町 → 西礪波郡戸出町 → 高岡市
- 礪波郡福岡町 → 西礪波郡福岡町 → 高岡市

石川県
- 珠洲郡飯田町 → 珠洲市
- 鳳至郡輪島町 → 輪島市
- 鹿島郡七尾町 → 七尾市
- 羽咋郡羽咋町 → 羽咋市
- 石川郡上金石町 → 石川郡金石町 → 金沢市
- 石川郡下金石町 → 石川郡大野町 → 金沢市
- 石川郡松任町 → 松任市 → 白山市
- 石川郡美川町 → 白山市
- 石川郡鶴来町 → 白山市
- 能美郡小松町 → 小松市
- 能美郡安宅町 → 小松市
- 江沼郡大聖寺町 → 加賀市

福井県
- 坂井郡金津町 → あわら市
- 坂井郡丸岡町 → 坂井市
- 坂井郡三国町 → 坂井市
- 大野郡勝山町 → 勝山市
- 大野郡大野町 → 大野市
- 今立郡鯖江町 → 鯖江市
- 南条郡武生町 → 武生市 → 越前市
- 敦賀郡敦賀町 → 敦賀市
- 遠敷郡小浜町 → 小浜市

長野県
- 下高井郡中野町 → 中野市
- 上高井郡須坂町 → 須坂市
- 下水内郡飯山町 → 飯山市
- 上水内郡長野町 → 長野市
- 埴科郡松代町 → 長野市
- 埴科郡屋代町 → 埴科郡埴科屋代町 → 埴科郡屋代町 → 更埴市 → 千曲市
- 更級郡稲荷山町 → 更級郡稲荷山桑原町 → 更級郡稲荷山町 → 更埴市 → 千曲市
- 小県郡上田町 → 上田市
- 北佐久郡小諸町 → 小諸市
- 北佐久郡岩村田町 → 北佐久郡浅間町 → 佐久市
- 北安曇郡大町 → 大町市
- 東筑摩郡松本町 → 松本市
- 上伊那郡高遠町 → 伊那市
- 下伊那郡飯田町 → 飯田市

岐阜県
- 吉城郡古川町 → 飛騨市
- 吉城郡船津町 → 吉城郡神岡町 → 飛騨市
- 大野郡高山町 → 高山市
- 郡上郡八幡町 → 郡上市
- 武儀郡上有知町 → 武儀郡美濃町 → 美濃市
- 武儀郡関町 → 関市
- 恵那郡中津川町 → 恵那郡中津町 → 恵那郡中津川町 → 中津川市
- 恵那郡岩村町 → 恵那市
- 恵那郡明知町 → 恵那郡明智町 → 恵那市
- 土岐郡多治見町 → 多治見市
- 可児郡兼山町 → 可児市
- 加茂郡太田町 → 美濃加茂市
- 厚見郡東加納町 → 稲葉郡東加納町 → 稲葉郡加納町 → 岐阜市
- 厚見郡西加納町 → 稲葉郡西加納町 → 稲葉郡加納町 → 岐阜市
- 羽栗郡竹ヶ鼻町 → 羽島郡竹ヶ鼻町 → 羽島市
- 安八郡大垣町 → 大垣市
- 安八郡今尾町 → 海津郡今尾町 → 海津郡平田町 → 海津市
- 下石津郡高須町 → 海津郡高須町 → 海津郡海津町 → 海津市

静岡県
- 賀茂郡下田町 → 下田市
- 君沢郡三島町 → 田方郡三島町 → 三島市
- 駿東郡沼津町 → 沼津市
- 駿東郡原町 → 沼津市
- 駿東郡御厨町 → 駿東郡御殿場町 → 御殿場市
- 富士郡吉原町 → 吉原市 → 富士市
- 富士郡大宮町 → 富士宮市
- 庵原郡蒲原町 → 静岡市清水区
- 庵原郡由比町 → 静岡市清水区
- 庵原郡興津町 → 清水市 → 静岡市 → 静岡市清水区
- 庵原郡江尻町 → 安倍郡入江町 → 清水市 → 静岡市 → 静岡市清水区
- 有渡郡清水町 → 安倍郡清水町 → 清水市 → 静岡市 → 静岡市清水区
- 有渡郡入江町 → 安倍郡入江町 → 清水市 → 静岡市 → 静岡市清水区
- 志太郡藤枝町 → 藤枝市
- 志太郡岡部町 → 藤枝市
- 志太郡島田町 → 島田市
- 榛原郡金谷町 → 島田市
- 榛原郡相良町 → 牧之原市
- 榛原郡川崎町 → 榛原郡榛原町 → 牧之原市
- 佐野郡掛川町 → 小笠郡掛川町 → 掛川市
- 山名郡山名町 → 磐田郡山名町 → 磐田郡袋井町 → 袋井市
- 磐田郡見付町 → 磐田郡磐田町 → 磐田市
- 豊田郡中泉町 → 磐田郡中泉町 → 磐田郡磐田町 → 磐田市
- 豊田郡二俣町 → 磐田郡二俣町 → 天竜市 → 浜松市 → 浜松市天竜区
- 引佐郡気賀町 → 引佐郡細江町 → 浜松市 → 浜松市北区 → 浜松市浜名区
- 引佐郡金指町 → 引佐郡引佐町 → 浜松市 → 浜松市北区 → 浜松市浜名区
- 敷知郡浜松町 → 浜名郡浜松町 → 浜松市 → 浜松市中区・浜松市南区 → 浜松市中央区
- 敷知郡舞阪町 → 浜名郡舞阪町 → 浜松市 → 浜松市西区 → 浜松市中央区
- 敷知郡新居町 → 浜名郡新居町 → 湖西市
- 浜名郡白須賀町 → 浜名郡湖西町 → 湖西市

愛知県
- 海東郡津島町 → 海部郡津島町 → 津島市
- 愛知郡熱田町 → 名古屋市 → 名古屋市南区 → 名古屋市熱田区
- 愛知郡鳴海町 → 名古屋市緑区
- 中島郡稲沢町 → 稲沢市
- 中島郡一宮町 → 一宮市
- 東春日井郡小牧町 → 小牧市
- 西春日井郡清洲町 → 清須市
- 西春日井郡西枇杷島町 → 清須市
- 西春日井郡枇杷島町 → 名古屋市西区
- 西春日井郡清水町 → 名古屋市東区 → 名古屋市北区・名古屋市東区
- 丹羽郡犬山町 → 犬山市
- 知多郡半田町 → 半田市
- 知多郡亀崎町 → 半田市
- 知多郡大野町 → 常滑市
- 知多郡横須賀町 → 東海市
- 幡豆郡西尾町 → 西尾市
- 額田郡岡崎町 → 岡崎市
- 碧海郡知立町 → 知立市
- 碧海郡刈谷町 → 刈谷市
- 碧海郡大浜町 → 碧南市
- 南設楽郡新城町 → 新城市
- 渥美郡豊橋町 → 豊橋市

### 近畿地方
三重県
- 桑名郡桑名町 → 桑名市
- 三重郡四日市町 → 四日市市
- 河曲郡神戸町 → 河芸郡神戸町 → 鈴鹿市
- 奄芸郡白子町 → 河芸郡白子町 → 鈴鹿市
- 鈴鹿郡亀山町 → 亀山市
- 鈴鹿郡関町 → 亀山市
- 安濃郡新町 → 津市
- 一志郡久居町 → 久居市 → 津市
- 阿拝郡上野町 → 阿山郡上野町 → 上野市 → 伊賀市
- 名張郡名張町 → 名賀郡名張町 → 名張市
- 飯高郡松阪町 → 飯南郡松阪町 → 松阪市
- 度会郡宇治山田町 → 宇治山田市 → 伊勢市
- 度会郡神社町 → 宇治山田市 → 伊勢市
- 度会郡大湊町 → 宇治山田市 → 伊勢市
- 答志郡鳥羽町 → 志摩郡鳥羽町 → 鳥羽市
- 北牟婁郡尾鷲町 → 尾鷲市
- 南牟婁郡木本町 → 熊野市

滋賀県
- 滋賀郡大津町 → 大津市
- 蒲生郡八幡町 → 近江八幡市
- 神崎郡八日市町 → 八日市市 → 東近江市
- 犬上郡彦根町 → 彦根市
- 坂田郡長浜町 → 長浜市

京都府
- 乙訓郡向日町 → 向日市
- 紀伊郡柳原町 → 京都市下京区
- 紀伊郡伏見町 → 伏見市 → 京都市伏見区
- 久世郡淀町 → 京都市伏見区
- 久世郡宇治町 → 宇治市
- 綴喜郡八幡町 → 八幡市
- 南桑田郡亀岡町 → 亀岡市
- 船井郡園部町 → 南丹市
- 何鹿郡綾部町 → 綾部市
- 天田郡福知山町 → 福知山市
- 加佐郡舞鶴町 → 舞鶴市
- 与謝郡宮津町 → 宮津市
- 中郡峰山町 → 京丹後市

大阪府
- 西成郡西浜町 → 大阪市南区 → 大阪市浪速区
- 西成郡天保町 → 大阪市西区 → 大阪市港区
- 住吉郡安立町 → 東成郡安立町 → 大阪市住吉区 → 大阪市住之江区
- 住吉郡平野郷町 → 東成郡平野郷町 → 大阪市住吉区 → 大阪市東住吉区  → 大阪市平野区
- 東成郡東平野町 → 大阪市東区 → 大阪市天王寺区 → 大阪市南区・大阪市天王寺区 → 大阪市中央区・大阪市天王寺区
- 東成郡玉造町 → 大阪市東区 → 大阪市東区・大阪市天王寺区 → 大阪市中央区・大阪市天王寺区
- 豊島郡池田町 → 豊能郡池田町 → 池田市
- 茨田郡枚方町 → 北河内郡枚方町 → 枚方市
- 茨田郡守口町 → 北河内郡守口町 → 守口市
- 南郡岸和田町 → 泉南郡岸和田町 → 岸和田市
- 南郡岸和田浜町 → 泉南郡岸和田浜町 → 泉南郡岸和田町 → 岸和田市
- 南郡貝塚町 → 泉南郡貝塚町 → 貝塚市

兵庫県
- 川辺郡伊丹町 → 伊丹市
- 川辺郡尼崎町 → 尼崎市
- 武庫郡西宮町 → 西宮市
- 菟原郡御影町 → 武庫郡御影町 → 神戸市東灘区
- 有馬郡湯山町 → 有馬郡有馬町 → 神戸市兵庫区 → 神戸市北区
- 有馬郡三田町 → 三田市
- 明石郡明石町 → 明石市
- 美嚢郡三木町 → 三木市
- 加古郡加古川町 → 加古川市
- 加古郡高砂町 → 高砂市
- 加西郡北条町 → 加西市
- 飾東郡飾磨町 → 飾磨郡飾磨町 → 飾磨市 → 姫路市
- 揖東郡網干町 → 揖保郡網干町 → 姫路市
- 揖西郡龍野町 → 揖保郡龍野町 → 龍野市 → たつの市
- 赤穂郡赤穂町 → 赤穂市
- 宍粟郡山崎町 → 宍粟市
- 城崎郡豊岡町 → 豊岡市
- 出石郡出石町 → 豊岡市
- 朝来郡生野町 → 朝来市
- 多紀郡篠山町 → 篠山市 → 丹波篠山市
- 氷上郡柏原町 → 丹波市
- 三原郡福良町 → 三原郡南淡町 → 南あわじ市
- 津名郡洲本町 → 洲本市
- 津名郡由良町 → 洲本市
- 津名郡志筑町 → 津名郡津名町 → 淡路市
- 津名郡岩屋町 → 津名郡淡路町 → 淡路市

奈良県
- 添上郡奈良町 → 奈良市
- 添下郡郡山町 → 生駒郡郡山町 → 大和郡山市
- 葛下郡高田町 → 北葛城郡高田町 → 大和高田市
- 葛上郡御所町 → 南葛城郡御所町 → 御所市
- 宇智郡五條町 → 五條市
- 宇陀郡松山町 → 宇陀郡大宇陀町 → 宇陀市
- 高市郡八木町 → 橿原市
- 高市郡今井町 → 橿原市

和歌山県
- 西牟婁郡田辺町 → 田辺市
- 東牟婁郡新宮町 → 新宮市

### 中国地方
鳥取県
- 久米郡倉吉町 → 東伯郡倉吉町 → 倉吉市
- 汗入郡淀江町 → 西伯郡淀江町 → 米子市
- 会見郡米子町 → 西伯郡米子町 → 米子市
- 会見郡境町 → 西伯郡境町 → 西伯郡境港町 → 境港市

島根県
- 神門郡今市町 → 簸川郡今市町 → 簸川郡出雲町 → 出雲市
- 神門郡杵築町 → 簸川郡杵築町 → 簸川郡大社町 → 出雲市
- 楯縫郡平田町 → 簸川郡平田町 → 平田市 → 出雲市
- 能義郡安来町 → 安来市
- 能義郡広瀬町 → 安来市
- 那賀郡浜田町 → 浜田市
- 美濃郡益田町 → 美濃郡石見町 → 美濃郡益田町 → 益田市

岡山県
- 上房郡高梁町 → 高梁市
- 西北条郡津山町 → 苫田郡津山町 → 津山市
- 東南条郡津山東町 → 苫田郡津山町 → 津山市

広島県
- 佐伯郡廿日市町 → 廿日市市
- 佐伯郡厳島町 → 佐伯郡宮島町 → 廿日市市
- 高宮郡可部町 → 安佐郡可部町 → 広島市 → 広島市安佐北区
- 豊田郡御手洗町 → 豊田郡豊町 → 呉市
- 豊田郡忠海町 → 竹原市
- 豊田郡瀬戸田町 → 尾道市
- 御調郡尾道町 → 尾道市
- 御調郡三原町 → 三原市
- 深津郡福山町 → 深安郡福山町 → 福山市
- 沼隈郡鞆町 → 福山市
- 三次郡三次町 → 双三郡三次町 → 三次市

山口県
- 阿武郡萩町 → 萩市
- 吉敷郡山口町 → 山口市
- 玖珂郡岩国町 → 岩国市
- 玖珂郡柳井津町 → 玖珂郡柳井町 → 柳井市

### 四国地方
徳島県
- 板野郡撫養町 → 鳴南市 → 鳴門市
- 美馬郡脇町 → 美馬市

香川県
- 阿野郡坂出町 → 綾歌郡坂出町 → 坂出市
- 那珂郡丸亀町 → 仲多度郡丸亀町 → 丸亀市
- 豊田郡観音寺町 → 三豊郡観音寺町 → 観音寺市

愛媛県
- 伊予郡郡中町 → 伊予市
- 越智郡今治町 → 今治市
- 温泉郡道後湯之町 → 松山市
- 和気郡三津浜町 → 温泉郡三津浜町 → 松山市
- 喜多郡大洲町 → 大洲市
- 喜多郡長浜町 → 大洲市
- 新居郡西条町 → 西条市
- 西宇和郡八幡浜町 → 八幡浜市
- 東宇和郡宇和町 → 西予市
- 北宇和郡宇和島町 → 宇和島市
- 北宇和郡吉田町 → 宇和島市

高知県
- 高岡郡須崎町 → 須崎市
- 長岡郡後免町 → 南国市

### 九州地方
福岡県
- 企救郡小倉町 → 小倉市 → 北九州市 → 北九州市小倉区 → 北九州市小倉北区
- 京都郡行橋町 → 行橋市
- 鞍手郡直方町 → 直方市
- 糟屋郡箱崎町 → 福岡市 → 福岡市東区
- 早良郡西新町 → 福岡市 → 福岡市西区 → 福岡市早良区・福岡市城南区
- 生葉郡吉井町 → 浮羽郡吉井町 → うきは市
- 竹野郡田主丸町 → 浮羽郡田主丸町 → 久留米市
- 御井郡御井町 → 三井郡御井町 → 久留米市
- 三潴郡大川町 → 大川市
- 三池郡大牟田町 → 大牟田市
- 三池郡三池町 → 大牟田市
- 上毛郡宇島町 → 築上郡宇島町 → 築上郡八屋町 → 宇島市 → 豊前市
- 上毛郡八屋町 → 築上郡八屋町 → 宇島市 → 豊前市
- 穂波郡飯塚町 → 嘉穂郡飯塚町 → 飯塚市
- 夜須郡甘木町 → 朝倉郡甘木町 → 甘木市 → 朝倉市
- 山門郡柳河町 → 山門郡柳川町 → 柳川市
- 山門郡上瀬高町 → 山門郡瀬高町 → みやま市
- 山門郡下瀬高町 → 山門郡瀬高町 → みやま市
- 上妻郡福島町 → 八女郡福島町 → 八女市
- 上妻郡黒木町 → 八女郡黒木町 → 八女市

佐賀県
- 東松浦郡唐津町 → 唐津市
- 西松浦郡伊万里町 → 伊万里市
- 小城郡小城町 → 小城市
- 杵島郡武雄町 → 武雄市

長崎県
- 東彼杵郡大村町 → 大村市
- 北高来郡諫早町 → 諫早市
- 南高来郡島原町 → 島原市
- 南高来郡湊町 → 南高来郡島原町 → 島原市
- 北松浦郡平戸町 → 平戸市
- 下県郡厳原町 1908年4月1日 町制施行 → 対馬市

熊本県
- 菊池郡隈府町 → 菊池郡菊池町 → 菊池市
- 玉名郡大浜町 → 玉名市
- 玉名郡高瀬町 → 玉名郡玉名町 → 玉名市
- 山鹿郡山鹿町 → 鹿本郡山鹿町 → 山鹿市
- 山鹿郡来民町 → 鹿本郡来民町 → 鹿本郡鹿本町 → 山鹿市
- 山本郡植木町 → 鹿本郡植木町 → 熊本市 → 熊本市北区
- 飽田郡川尻町 → 飽託郡川尻町 → 熊本市 → 熊本市南区
- 飽田郡高橋町 → 飽託郡高橋町 → 飽託郡三和町 → 飽託郡高橋村 → 熊本市 → 熊本市西区
- 飽田郡小島町 → 飽託郡小島町 → 熊本市 → 熊本市西区
- 下益城郡隈庄町 → 下益城郡城南町 → 熊本市 → 熊本市南区
- 下益城郡小川町 → 宇城市
- 下益城郡松橋町 → 宇城市
- 宇土郡宇土町 → 宇土市
- 八代郡八代町 → 八代市
- 八代郡鏡町 → 八代市
- 球磨郡人吉町 → 人吉市

大分県
- 宇佐郡宇佐町 → 宇佐市
- 下毛郡中津町 → 中津市
- 西国東郡高田町 → 西国東郡豊後高田町 → 豊後高田市
- 速見郡杵築町 → 杵築市
- 大分郡大分町 → 大分市
- 大分郡西大分町 → 大分郡大分町 → 大分市
- 大分郡鶴崎町 → 鶴崎市 → 大分市
- 直入郡竹田町 → 竹田市
- 日田郡隈町 → 日田郡日田町 → 日田市
- 日田郡豆田町 → 日田郡日田町 → 日田市
- 北海部郡臼杵町 → 臼杵市
- 北海部郡佐賀関町 → 大分市
- 南海部郡佐伯町 → 佐伯市

宮崎県
- 宮崎郡宮崎町 → 宮崎市
- 東臼杵郡延岡町 → 延岡市
- 東臼杵郡細島町 → 東臼杵郡富島町 → 日向市
- 南那珂郡油津町 → 日南市
- 北諸県郡都城町 → 都城市

沖縄県
- 島尻郡糸満町 1908年4月1日 町制施行 → 糸満市